# Una vergine di troppo
Una vergine di troppo (One virgin too many) è un romanzo giallo storico del 1999 scritto da Lindsey Davis, undicesimo volume della serie ambientata nella Roma imperiale del I secolo, incentrata sulle indagini dell'investigatore privato Marco Didio Falco.
È ambientato a Roma nel 74 d.C. dopo il grande censimento.

## Trama
In seguito all'ottimo lavoro fatto per il censimento Falco riceve da un ironico imperatore una carica pubblica religiosa come curatore delle oche imperiali a cui è collegata l'elevazione all'ambita classe media.
Riceve una strana richiesta d'aiuto da una bambina di 6 anni candidata a entrare a far parte dell'ambito collegio delle vergini vestali. Nessuno crede alla storia della bambina, a cominciare da Falco, che è completamente assorbito da altri pensieri. La bambina scompare e Falco in preda ai sensi di colpa si trova ad indagare insieme ad un altro improbabile socio: il fratello antipatico di Elena Giustina, il quale, cercando di ottenere una carica religiosa per poter aspirare poi al senato, inciampa letteralmente in un omicidio forse collegato al caso della bambina scomparsa.
La Davis in questo romanzo getta uno sguardo ironico sui misteri della religione ufficiale.

## Edizioni
- Lindsey Davis, Una vergine di troppo, collana I Marlin, traduzione di Maria Elena Vaccarini, Marco Tropea Editore, 2010, ISBN 978-88-558-0140-9.